# Terra Australis

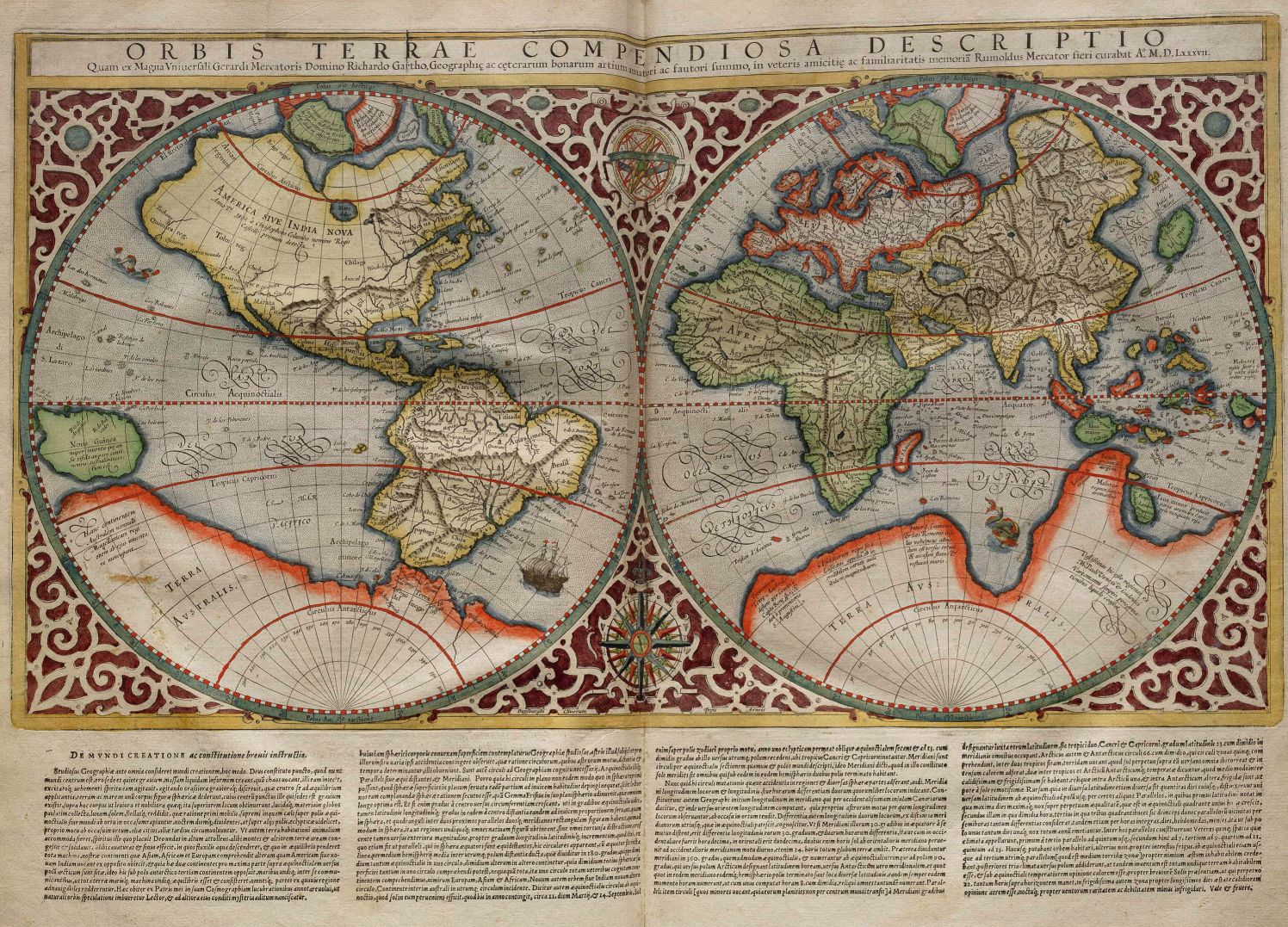
Wyobrażenie Terra Australis na mapie Rumolda Merkatora, 1597

Terra Australis (dokładniej Terra Australis Incognita, łac. „Nieznany Południowy Ląd”) – legendarny kontynent wymyślony przez rzymskiego kartografa Pomponiusza Melę.
Terrę Australis umieścił na swojej mapie Klaudiusz Ptolemeusz. Marco Polo twierdził, że widział południowy ląd (nazwany Locac), obfitujący w złoto, dzikie zwierzęta, słonie i bałwochwalców. Renesansowi kartografowie umieszczali Locac daleko na południu.
Kwestia Terra Australis została ostatecznie rozwiązana przez Jamesa Cooka. W jego pierwszej podróży okrążył Nową Zelandię (1770) pokazując, że nie może to być część większego kontynentu. Na drugiej wyprawie okrążył glob podróżując po wysokich szerokościach geograficznych południowych przekraczając miejscami koło podbiegunowe (1773–1774). Nie mogąc przekroczyć antarktycznego kręgu polarnego Cook stwierdził, że Ląd Południowy nie istnieje. Błędna opinia zatrzymała poszukiwania południowego kontynentu na okres pięćdziesięciu lat.